# Febre
Febre est une localité rurale argentine située dans le département de Nogoyá et dans la province d'Entre Ríos.

## Démographie
La population de la ville, c'est-à-dire à l'exclusion de la zone rurale, était de 50 habitants en 1991 et 104 en 2001. La population de la juridiction du conseil d'administration était de 450 habitants en 2001.

## Histoire
Le conseil d'administration a été créé par le décret no 2271/1984 MGJE du 29 juin 1984 et ses limites juridictionnelles ont été fixées par le décret no 717/2002 MGJ du 27 février 2002. Il a été élevé à la 3e catégorie par le décret no 3059/2002 MGJ du 31 juillet 2002.

## Gare ferroviaire
Elle est située entre les gares d'Antelo et de Nogoyá de la branche Nogoyá - Victoria du chemin de fer General Urquiza.